# Letnia przygoda
Letnia przygoda (ang. Summer Catch) – film fabularny (komedia romantyczna) produkcji amerykańskiej z 2001 roku. W rolach głównych wystąpili w nim Jessica Biel oraz Freddie Prinze Jr.

## Zarys fabularny
Piękna Tenley Parrish, dziewczyna z bogatej nowojorskiej rodziny, jest zakochana w Ryanie Dunne – biednym chłopaku, którego nadzieją na lepszą przyszłość jest gra w pierwszej lidze baseballu.

## Obsada
- Freddie Prinze Jr. – Ryan Dunne
- Jessica Biel – Tenley Parrish
- Fred Ward – Sean Dunne
- Matthew Lillard – Billy Brubaker
- Brittany Murphy – Dede Mulligan
- Brian Dennehy – John Schiffner
- Jason Gedrick – Mike Dunne
- Bruce Davison – Rand Parrish
- Marc Blucas – Miles Dalrymple
- Zena Grey – Kattie Parrish
- Gabriel Mann – Auggie Mulligan